# 喇培康
喇培康（？—），中国企业家和电影人，曾先后就任中国电影集团进出口分公司副总经理、中国电影合作制片公司常务副总经理、中国电影合作制片公司总经理和广电总局电影局副局长等职务。2014年3月接任退休的韩三平担任中国电影股份有限公司董事长。
他在巴黎居住多年，能讲法语，长期效力于中国电影的对外传播和中外电影交流。
中影股份在2015至2017年的未来三年中，计划投资拍摄上百部国产片，以强化商业片优势地位。2019年9月卸任中影股份董事长职务，中影集团董事长焦宏奋接任中影股份董事长职务。

## 部分作品
| 年代   | 片名           | 職務       | 合作演員 / 備註 |
| 2014年 | 心花路放       | 出品人     |                 |
| 2015年 | 狼图腾         | 出品人     |                 |
| 2016年 | 美人魚         | 出品人     |                 |
| 2017年 | 西游伏妖篇     | 出品人     |                 |
| 2017年 | 建军大业       | 出品人     |                 |
| 2017年 | 戰狼2          | 联合出品人 |                 |
| 2018年 | 捉妖记2        | 出品人     |                 |
| 2018年 | 唐人街探案2    | 联合出品人 |                 |
| 2018年 | 厉害了，我的国 | 出品人     |                 |
| 2019年 | 流浪地球       | 出品人     |                 |
| 2019年 | 新喜剧之王     | 出品人     |                 |